# Thai-Airways-Flug 620
Der Thai-Airways-Flug 620 (Flugnummer IATA: TG620, ICAO: THA620, Funkrufzeichen: THAI 620) war ein internationaler Linienflug der Thai Airways von Bangkok nach Osaka mit einem Zwischenstopp in Manila. Am 26. Oktober 1986 wurde der Flug mit einem Airbus A300B4-601 durchgeführt. Während des Fluges kam es über der Tosa-Bucht zu einem Zwischenfall, als im Flug eine von einem Kriminellen an Bord geschmuggelte Handgranate in der hinteren Bordtoilette explodierte. Den Piloten gelang es, die schnell sinkende Maschine sicher auf dem Flughafen Osaka-Itami zu landen. Alle 247 Insassen überlebten, es gab jedoch 109 Verletzte.

## Maschine
Bei dem betroffenen Flugzeug handelte es sich um einen A300B4-601, der im Airbus-Werk Clément Ader in Toulouse als 395. Maschine des Typs A300 endmontiert wurde und zum Unfallzeitpunkt zweieinhalb Monate alt war. Das Flugzeug absolvierte seinen Erstflug am 13. August 1986 mit dem Testkennzeichen F-WWAM und wurde am 9. Oktober 1986 an Thai Airways ausgeliefert, wo es mit dem Luftfahrzeugkennzeichen HS-TAE und dem Taufnamen Sukothai in Betrieb genommen wurde. Das zweistrahlige Mittelstrecken-Großraumflugzeug war mit zwei Turbofantriebwerken des Typs General Electric CF6-80C2A ausgestattet. Bis zum Zeitpunkt des Unfalls hatte der Airbus eine Gesamtbetriebsleistung von 135 Betriebsstunden absolviert, auf die 45 Starts und Landungen (= Flugzyklen) entfielen.

## Insassen
Den Flug auf dem betroffenen Flugabschnitt hatten 233 Passagiere angetreten. Es befand sich eine 14-köpfige Besatzung an Bord.

## Unfallhergang
Die Maschine hob um 04:05 Uhr UTC aus Bangkok zu einem Flug nach Osaka ab, wobei ein planmäßiger Zwischenstopp in Manila vorgesehen war. Die Maschine landete dort um 07:17 Uhr und startete weitere 41 Minuten später zum Weiterflug nach Osaka. Die geplante Reisegeschwindigkeit auf der Strecke sollte 480 Knoten auf Flugfläche 330 betragen, womit sich eine geschätzte Flugzeit nach Osaka von 3 Stunden und 17 Minuten ergab. Der Airbus A300 überflog das Drehfunkfeuer von Shimizu um 10:56 Uhr auf Flugfläche 330, die Piloten erhielten um 11:00 Uhr die Freigabe zum Sinkflug auf Flugfläche 120. Zu diesem Zeitpunkt kehrte der Kapitän von der Toilette zum Cockpit zurück.
In der Nähe der hintersten Toilette auf der linken Seite kam es daraufhin zu einer plötzlichen Explosion, die eine schnelle Dekompression der Flugzeugkabine zur Folge hatte. Der Kapitän kehrte zu seinem Sitz zurück und der Erste Offizier leitete sofort einen Notsinkflug ein. Während des Sinkfluges war die automatische Trimmung außer Betrieb und es kam zu einer Dutch Roll. Beide Piloten versuchten die Kontrolle über die Maschine zu behalten, während mehrere Warnsysteme auslösten. Das Flugzeug sank mit einer Geschwindigkeit von 12.500 Fuß pro Minute und überschritt dabei die höchstzulässige Betriebsgeschwindigkeit um 10 %. Bei Flugfläche 250 versuchten die Piloten, die Maschine in eine horizontale Fluglage zu bringen, um sie zu stabilisieren. Dieses Manöver führte zu einer maximalen Beschleunigung von +2,6 G. Der Airbus war aufgrund der Dutch Roll schwierig zu steuern. Die Flugzeugnase hob sich bis zu einem Nickwinkel von 17 Grad an. Die Piloten senkten die Flugzeugnase, woraufhin das Flugzeug begann, sich nach rechts zu neigen.
Die Besatzung leitete erneut einen schnellen Sinkflug mit einer Geschwindigkeit von 13.600 Fuß/Minute ein, wobei die Maschine nun die maximale Betriebsgeschwindigkeit um 19 % überschritt und die Flugzeugnase um 20 Grad nach unten ausrichtete. Um 11:07 Uhr (20:07 Uhr Ortszeit) war die Besatzung wieder in der Lage, auf Anfragen der Flugsicherung in Tokio zu antworten. Die Flugsicherung setzte die Radarnavigation der Maschine fort und übertrug die Funkkommunikation an die Anflugkontrolle in Osaka. Um 11:34 Uhr (20:34 Uhr Ortszeit) erteilte diese der Maschine die Freigabe für einen Instrumentenanflug auf die Landebahn 32L und übermittelte die Funkkommunikation an die Flugsicherung in Osaka, die dem Flugzeug schließlich um 11:35 Uhr die Landefreigabe erteilte. Das Flugzeug konnte um 11:40 Uhr UTC (20:40 Uhr Ortszeit) sicher gelandet werden. Bei dem Zwischenfall wurden 109 der 247 Insassen an Bord der Maschine verletzt, davon 14 schwer.

## Ursache
Bei der Unfalluntersuchung gingen die Ermittler zunächst davon aus, dass wie bei Japan-Air-Lines-Flug 123 ein Jahr zuvor ein mechanisches Problem ursächlich für den Vorfall gewesen war. Als das Flugzeug weniger als drei Wochen vor dem Vorfall an Thai Airways ausgeliefert wurde, gab es Probleme mit dem Kabinendruck und es wurde berichtet, dass Warnleuchten aufgeleuchtet seien.
Nach der Untersuchung des Flugzeugs durch die Polizei der Präfektur Osaka wurde schnell klar, dass die Explosion nicht durch das Flugzeug selbst, sondern durch einen mitgebrachten Sprengkörper verursacht wurde. Letztendlich gab ein 43-jähriges Bandenmitglied (Yakuza) der Yamaguchi-gumi zu, die Handgranate in das Flugzeug geschmuggelt zu haben. Der Yakuza gab an, dass er „versehentlich den Sicherungsstift in der Toilette abgezogen habe, die sich im hinteren linken Bereich der Toilette befand“ und dass er versucht habe, den Stift wieder hineinzustecken, aber es habe nicht funktioniert, sodass er die Handgranate in der Toilette zurückgelassen habe, woraufhin diese explodierte.
Der Yakuza, der die Handgranate an Bord brachte, hatte bei dem Vorfall schwere Verbrennungen am ganzen Körper erlitten, da heißes Öl aus einer kaputten Hydraulikleitung über ihn lief. Er wurde daher erst nach seiner Entlassung aus dem Krankenhaus festgenommen.

## Verbleib der Maschine
Nah dem Unfall wurde die Maschine repariert und wieder in Betrieb genommen. Am 6. März 2008 wurde die Maschine mit dem Kennzeichen N395EF durch das Unternehmen Unical Aviation Inc. aus Irwindale, Kalifornien zugelassen und zum Flugzeugfriedhof am Southern California Logistics Airport in Victorville überführt, wo sie im Juli 2011 verschrottet wurde.

## Sonstiges
Die Flugnummer TG620 wird von Thai Airways weiterhin verwendet (Stand 08/2023), bezieht sich aber auf die Flugverbindung von Bangkok nach Manila.